# Малик (сардоба)
Малик — сардоба в окрестностях города Навои в Навоийской области Узбекистана. Сардоба была сооружена в XI веке для снабжения караван-сарая Рабат Малик. Технически сардоба представляет собой резервуар 13 метров глубиной, покрытый куполом диаметром 12 метров. В куполе имеются три световых окна. В настоящее время вход представляет собою портал (пристроен недавно). К воде от портала ведёт спуск — пандус. Сардоба наполнялась водой из реки Зеравшан по подземному каналу — кяризу, имевшему выход на поверхность сетью колодцев.

## Галерея

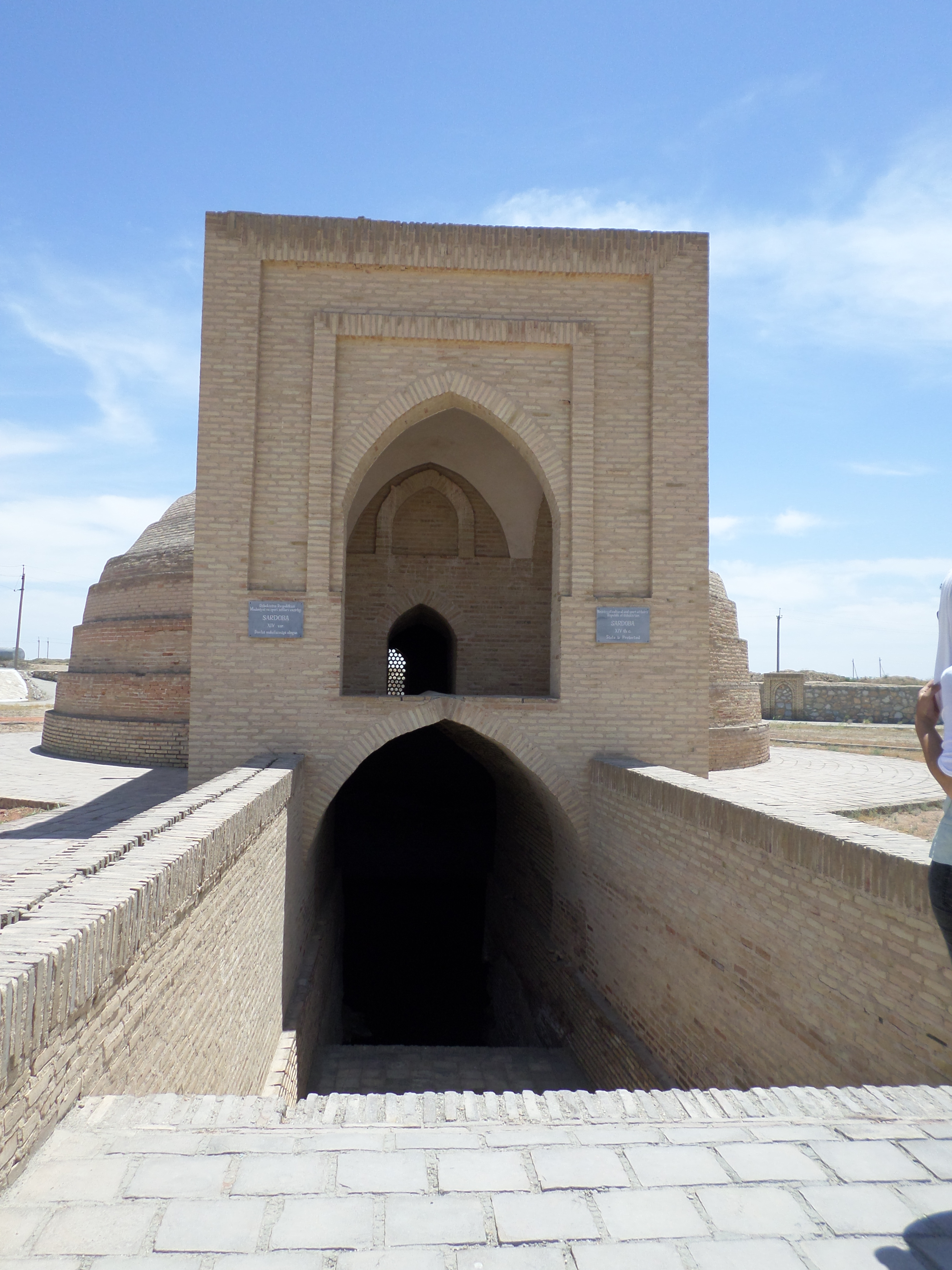
Сардоба Малик
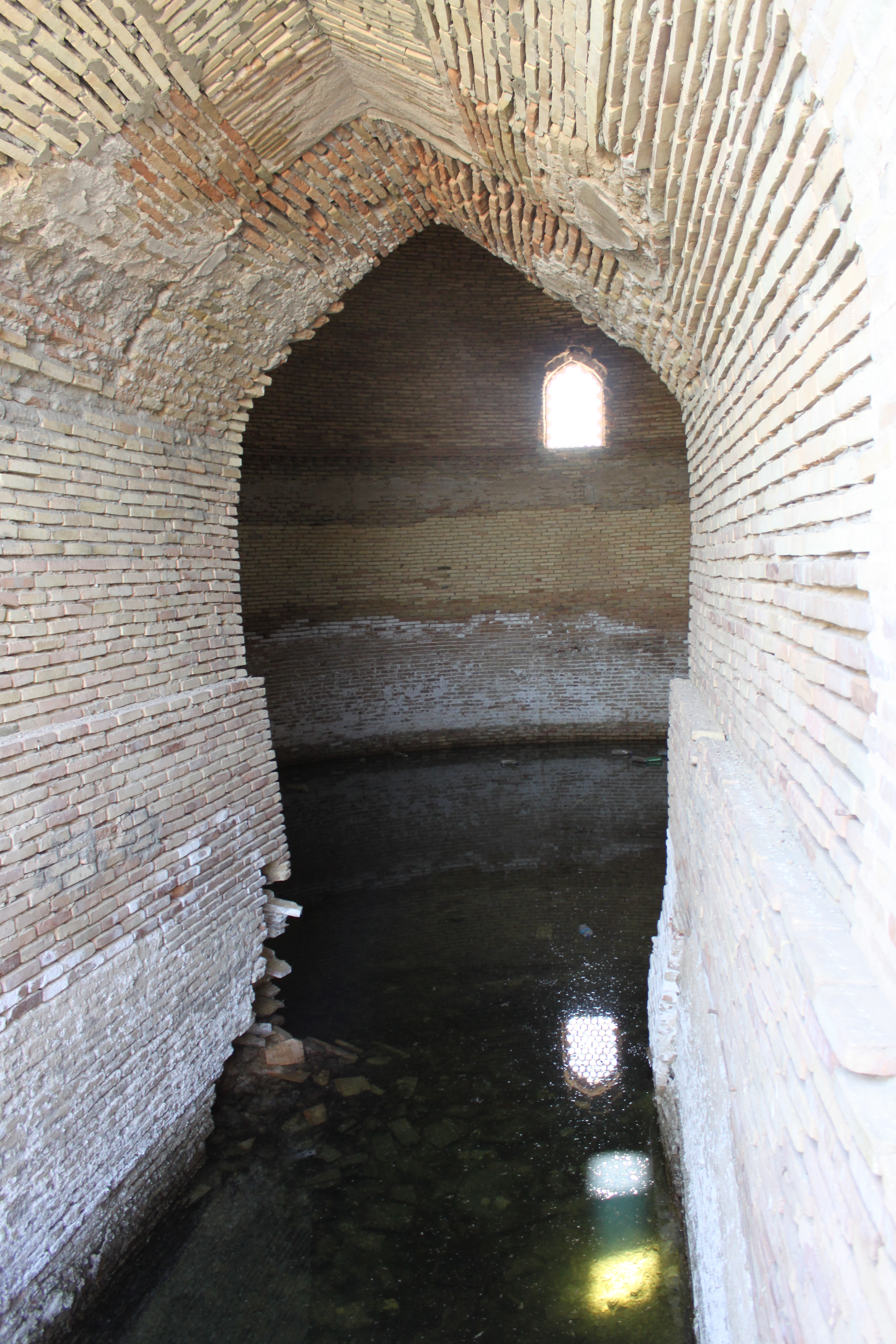
Внутри сардобы Малик